# Nomada oralis
Nomada oralis är en biart som beskrevs av Schwarz 1981. Nomada oralis ingår i släktet gökbin, och familjen långtungebin. Inga underarter finns listade i Catalogue of Life.